# Impasse Sainte-Marine
Impasse Sainte-Marine, tidigare Rue Sainte-Marine, var en återvändsgata på Île de la Cité i Quartier de la Cité i Paris. Gatan var uppkallad efter kyrkan Sainte-Marine. Impasse Sainte-Marine började vid Rue Saint-Pierre-aux-Bœufs (Rue d'Arcole efter 1837). 
Gatan anlades förmodligen på 1100-talet. År 1417 blev den en återvändsgata, då man stängde dess förbindelse med Rue du Cloître-Notre-Dame.
Impasse Sainte-Marine revs under 1860-talet, då Hôtel-Dieu de Paris byggdes om och Rue d'Arcole gavs en ny sträckning.

## Omgivningar
- Sainte-Marine
- Saint-Pierre-aux-Bœufs
- Notre-Dame
- Sainte-Chapelle
- Rue d'Arcole